# Firebird
Firebird ([ˈfaiəˌbəːd]; známý též jako FirebirdSQL [ˈfaiəˌbəːd ˌeskjuːˈel]) je v informatice název implementace relační databáze, která je multiplatformní (běží na různých unixových systémech včetně Linuxu a též na MS Windows). Firebird vznikl v roce 2000 jako fork z open source databáze InterBase [ˌintəˈbeis] od společnosti Borland, avšak od verze 1.5 byl kód Firebirdu z velké části přepsán.

## Vlastnosti
- plná podpora pro uložené procedury a Triggery (spouště)[2]
- plně kompatibilní transakce ACID
- referenční integrita
- multigenerační architektura (MVCC)[3]
- kompaktní objem serveru[4]
- podpora externích uživatelsky definovaných funkcí (UDF)
- volitelné jednosouborová databáze pro vestavěná verze pro katalogy na DVD nebo jednouživatelská verze pro demonstrační verze aplikací
- nástroje třetích stran včetně grafických administračních nástrojů a replikačních nástrojů
- mnoho přístupových metod: nativní API, dbExpress ovladače, ODBC, OLEDB, .NET, JDBC ovladač verze 4, modul pro Python, PHP, Perl
- inkrementální zálohy
- plná implementace kurzoru pro PSQL

## Historie
V roce 2000 se firma Borland rozhodla uvolnit zdrojové kódy betaverze InterBase 6.0 pod open source licencí, což přispělo k výraznému zvýšení zájmu vývojářů. Borlandu se však nepovedlo vytvořit vlastní otevřenou vývojářskou komunitu. Proto ukončil rozvoj volně šiřitelné verze InterBase Open Edition, a s uvedením verze 6.5 se definitivně vrátil k modelu placených licencí s uzavřeným zdrojovým kódem.
Jen týden po otevření zdrojových kódů v roce 2000 vznikl na SourceForge samostatný fork s názvem Firebird a dalším forkem byl Yaffil. Na vývoji Firebirdu se podílí i několik bývalých zaměstnanců firmy Borland. Firebird vyvíjí a spravuje Firebird Foundation, který použil licenci Interbase Public License. Nový kód je pod licencí Initial Developer's Public License. Obě tyto licence jsou odvozeny od Mozilla Public License.

### Kolize názvu s Mozilla Firefox
V dubnu 2003 se Mozilla Foundation po sporu o ochrannou známku s firmou Phoenix Technologies (výrobce BIOSů) rozhodla přejmenovat svůj webový prohlížeč z Phoenix na Firebird. Toto rozhodnutí způsobilo znepokojení v komunitě okolo databáze Firebird. Panovaly obavy ze zmatení uživatelů a vyhledávacích enginů. Vývojáři z Mozilly vydali prohlášení že jejich softwarový balík se nazývá Mozilla Firebird, nikoli pouze Firebird. V prohlášení dále uvedli že jméno Mozilla Firebird bylo pouze kódové označení projektu a 9. února 2004 Mozilla ukončila zmatek přejmenováním svého prohlížeče na Mozilla Firefox.

### Ocenění
- 2009 – SourceForge Community Choice Award: Best Project for enterprise. Finalist on Best Project and Best Project for Government.
- 2007 – SourceForge Community Choice Award: Best Project for enterprise, Best user support.